# Johane Masowe yeChishanu
Johane Masowe yeChishanu (JMC) är en afrikansk kyrka grundad 1942. 
Namnet har man tagit efter pastor Jowani Masowe (född som Shonhiwa Masedza i dåvarande Sydrhodesia) som av sina anhängare betraktas som Afrikas svar på Johannes döparen.
I likhet med många andra sionistkyrkor använder anhängarna långa vita mantlar, efter förebild från de gammaltestamentliga översteprästerna. Man lägger stor vikt vid helandeförkunnelse, drömmar och uppenbarelser och avstår från tobak, alkohol och fläskkött.
Man firar gudstjänst och sabbat på fredagar till minne av Jesu död på långfredagen.